# Chalepides dilatatus
Chalepides dilatatus är en skalbaggsart som beskrevs av Mannerheim 1829. Chalepides dilatatus ingår i släktet Chalepides och familjen Dynastidae. Inga underarter finns listade i Catalogue of Life.